# Bulbophyllum coelochilum
Bulbophyllum coelochilum är en orkidéart som beskrevs av Jaap J. Vermeulen. Bulbophyllum coelochilum ingår i släktet Bulbophyllum och familjen orkidéer. Inga underarter finns listade i Catalogue of Life.